# Shinkansen Serie 400
Lo Shinkansen Serie 400 è un elettrotreno giapponese per linee veloci (Shinkansen), in servizio presso le compagnie ferroviarie JR East.

## Storia
La costruzione del treno è stata annunciata alla stampa nell'ottobre 1990 e il primo treno è stato consegnato dal costruttore al committente il 17 gennaio 1992, in totale sono stati fabbricati 11 convogli più il prototipo (diventato a tutti gli effetti operativo il 29 giugno 1992.
Durante i test del prototipo la Serie 400 ha stabilito i record nazionale di velocità (poi superati) arrivando a 336 km/h il 26 marzo 1991 e 345 km/h il 19 settembre 1991, entrambi sulla linea Jōetsu Shinkansen.
Nel corso del 2009 sono stati gradualmente ritirati tutti, l'ultimo ad essere ritirato è stato il terzo convoglio, ufficialmente dismesso il 18 aprile 2010.